# Allocapnia oribata
Allocapnia oribata is een steenvlieg uit de familie Capniidae. De wetenschappelijke naam van de soort is voor het eerst geldig gepubliceerd in 1987 door Poulton & Stewart.